# Náměstí 28. října (Brno)
Náměstí 28. října je náměstí v Brně nacházející se ve čtvrti Černá Pole mezi ulicí Milady Horákové a parkem Lužánky. Náměstí má obdélníkový půdorys a je orientováno od severu k jihu. Uprostřed náměstí se nachází městský park, v němž je od roku 2014 umístěn památník brněnským obětem holocaustu.

## Pojmenování
Své současné jméno odkazující na vznik samostatného Československa získalo náměstí poprvé v prosinci roku 1918. Od svého vzniku až do zániku Rakousko-Uherska bylo náměstí na památku brněnského starosty Gustava Winterhollera známo jako Winterhollerplatz čili Winterhollerovo náměstí. Stejně se náměstí jmenovalo i během období Protektorátu. Od roku 1946 je pak opět přejmenováno na náměstí 28. října.

## Historie
V místě, kde se dnes náměstí nachází, se až do 80. let 19. století rozkládal jeden z rybníků na říčce Ponávce známý jako tzv. Hutterův rybník (Hutterteich). Po vysušení rybníka a vystavění okolních rezidenčních domů došlo na přelomu 19. a 20. století k výsadbě parku a založení dětských hřišť.
Na náměstí se dnes nachází Základní škola a mateřská škola Brno, nám. 28. října a Střední průmyslová škola stavební Brno.